# لورانس ريتر
لورانس ريتر (بالإنجليزية: Lawrence Ritter)‏ هو كاتب وصحفي واقتصادي أمريكي، ولد في 23 مايو 1922 في نيويورك في الولايات المتحدة، وتوفي في 15 فبراير 2004.

## وصلات خارجية
- لورانس ريتر على موقع ديسكوغز (الإنجليزية)